# Marcos Lopes
Marcos Paulo Mesquita Lopes, meglio noto come Rony (Belém, 28 dicembre 1995), è un calciatore brasiliano naturalizzato portoghese, ala o attaccante dell'Alanyaspor.

## Caratteristiche tecniche
Mancino, può giocare come ala o seconda punta, dotato di un'ottima tecnica di base, fa della agilità e della esplosività la sua forza principale.

## Carriera

### Club

#### Benfica e Manchester City
Cresce calcisticamente per cinque anni, nelle giovanili del Benfica. Successivamente, viene acquistato nell'estate 2012 dal Manchester City per poi passare alle giovanili. Fa il suo debutto ufficiale con i Citizens il 7 gennaio 2013 lanciato da Roberto Mancini, a soli 17 anni e 9 giorni, in un match di FA Cup contro il Watford, subentrando al minuto 88' a David Silva, trovando pure la rete all'esordio nei minuti finali. La stagione successiva gioca solamente 4 partite, (rispettivamente) una in FA Cup e altre tre in Football League Cup.

#### LOSC Lille
Il 7 luglio 2014 passa in prestito, ai francesi del Lille dove globalmente colleziona in tre anni 72 presenze segnando 12 reti.

#### Monaco
Il 28 agosto 2015 passa definitivamente al Monaco, per 12 milioni di euro, firmando un contratto di cinque anni. Colleziona in tre anni con il club del Principato 82 partite, segnando 21 reti.

#### Nuovo ritorno al LOSC Lille
Il 7 gennaio 2016 viene ceduto a titolo temporaneo nuovamente al Lille. Il prestito viene poi rinnovato il 9 luglio per un'ulteriore stagione.

#### Siviglia
Il 14 agosto 2019 passa a titolo definitivo al Siviglia, in un'operazione che comprende il cartellino di Wissam Ben Yedder. Ha firmato un contratto fino al giugno 2024.

#### Prestiti a Nizza, Olympiakos e Troyes
Il 29 luglio 2020 viene ceduto a titolo temporaneo al Nizza.
Il 17 agosto 2021 viene ceduto nuovamente in prestito, questa volta all'Olympiacos.
Il 24 agosto 2022 viene ceduto in prestito al Troyes.

## Statistiche

### Presenze e reti nei club
Statistiche aggiornate al 6 gennaio 2025.
| Stagione               | Squadra                | Campionato             | Campionato | Campionato | Coppe nazionali | Coppe nazionali | Coppe nazionali | Coppe continentali | Coppe continentali | Coppe continentali | Altre coppe | Altre coppe | Altre coppe | Totale | Totale |
| Stagione               | Squadra                | Comp                   | Pres       | Reti       | Comp            | Pres            | Reti            | Comp               | Pres               | Reti               | Comp        | Pres        | Reti        | Pres   | Reti   |
| ---------------------- | ---------------------- | ---------------------- | ---------- | ---------- | --------------- | --------------- | --------------- | ------------------ | ------------------ | ------------------ | ----------- | ----------- | ----------- | ------ | ------ |
| 2012-2013              | Manchester City        | PL                     | 0          | 0          | FACup+CdL       | 1+0             | 1               | UCL                | 0                  | 0                  | CS          | 0           | 0           | 1      | 1      |
| 2013-2014              | Manchester City        | PL                     | 0          | 0          | FACup+CdL       | 1+3             | 0               | UCL                | 0                  | 0                  | -           | -           | -           | 4      | 0      |
| Totale Manchester City | Totale Manchester City | Totale Manchester City | 0          | 0          |                 | 5               | 1               |                    | 0                  | 0                  |             | 0           | 0           | 5      | 1      |
| 2014-2015              | Lilla                  | L1                     | 23         | 3          | CF+CdL          | 0+1             | 0               | UCL+UEL            | 2+1                | 0                  | -           | -           | -           | 27     | 3      |
| 2015-gen. 2016         | Monaco                 | L1                     | 2          | 0          | CF+CdL          | 0               | 0               | UCL+UEL            | 0                  | 0                  | -           | -           | -           | 2      | 0      |
| gen.-giu. 2016         | Lilla                  | L1                     | 12         | 2          | CF+CdL          | 1+3             | 1+0             | -                  | -                  | -                  | -           | -           | -           | 16     | 3      |
| 2016-2017              | Lilla                  | L1                     | 25         | 4          | CF+CdL          | 2+0             | 2+0             | UEL                | 2                  | 0                  | -           | -           | -           | 29     | 6      |
| Totale Lilla           | Totale Lilla           | Totale Lilla           | 60         | 9          |                 | 7               | 3               |                    | 5                  | 0                  |             | 0           | 0           | 72     | 12     |
| 2017-2018              | Monaco                 | L1                     | 38         | 15         | CF+CdL          | 2+4             | 1+0             | UCL                | 5                  | 1                  | SF          | 1           | 0           | 50     | 17     |
| 2018-2019              | Monaco                 | L1                     | 24         | 2          | CF+CdL          | 2+2             | 0+2             | UCL                | 0                  | 0                  | SF          | 1           | 0           | 29     | 4      |
| ago. 2019              | Monaco                 | L1                     | 1          | 0          | CF+CdL          | 0+0             | 0               | -                  | -                  | -                  | -           | -           | -           | 1      | 0      |
| Totale Monaco          | Totale Monaco          | Totale Monaco          | 65         | 17         |                 | 10              | 3               |                    | 5                  | 1                  |             | 2           | 0           | 82     | 21     |
| ago. 2019-2020         | Siviglia               | PD                     | 5          | 0          | CR              | 2               | 0               | UEL                | 7                  | 0                  | -           | -           | -           | 15     | 0      |
| 2020-2021              | Nizza                  | L1                     | 28         | 3          | CF              | 1               | 2               | UEL                | 4                  | 0                  | -           | -           | -           | 33     | 5      |
| 2021-2022              | Olympiacos             | SLE                    | 13+5       | 1+2        | CG              | 3               | 1               | UEL                | 6                  | 0                  | -           | -           | -           | 27     | 4      |
| 2022-2023              | Troyes                 | L1                     | 32         | 7          | CF              | 0               | 0               | -                  | -                  | -                  | -           | -           | -           | 32     | 7      |
| 2023-2024              | Braga                  | PL                     | 23         | 2          | CP+CdL          | 3+2             | 2+0             | UCL+UEL            | 3+1                | 0+0                |             | -           | -           | 32     | 4      |
| 2024-gen. 2025         | Alanyaspor             | SL                     | 15         | 0          | TK              | 3               | 1               | -                  | -                  | -                  | -           | -           | -           | 18     | 1      |
| gen.-giu. 2025         | Farense                | PL                     | 12         | 1          | CP+CdL          | 0+0             | 0+0             | -                  | -                  | -                  | -           | -           | -           | 12     | 1      |
| Totale carriera        | Totale carriera        | Totale carriera        | 258        | 42         |                 | 37              | 13              |                    | 31                 | 1                  |             | 2           | 0           | 328    | 56     |

### Cronologia presenze e reti in nazionale
| Cronologia completa delle presenze e delle reti in nazionale ― Portogallo | Cronologia completa delle presenze e delle reti in nazionale ― Portogallo | Cronologia completa delle presenze e delle reti in nazionale ― Portogallo | Cronologia completa delle presenze e delle reti in nazionale ― Portogallo | Cronologia completa delle presenze e delle reti in nazionale ― Portogallo | Cronologia completa delle presenze e delle reti in nazionale ― Portogallo | Cronologia completa delle presenze e delle reti in nazionale ― Portogallo | Cronologia completa delle presenze e delle reti in nazionale ― Portogallo |
| Data                                                                      | Città                                                                     | In casa                                                                   | Risultato                                                                 | Ospiti                                                                    | Competizione                                                              | Reti                                                                      | Note                                                                      |
| ------------------------------------------------------------------------- | ------------------------------------------------------------------------- | ------------------------------------------------------------------------- | ------------------------------------------------------------------------- | ------------------------------------------------------------------------- | ------------------------------------------------------------------------- | ------------------------------------------------------------------------- | ------------------------------------------------------------------------- |
| 14-11-2017                                                                | Faro                                                                      | Portogallo                                                                | 1 – 1                                                                     | Stati Uniti                                                               | Amichevole                                                                | -                                                                         | 81’                                                                       |
| 6-9-2018                                                                  | Lisbona                                                                   | Portogallo                                                                | 1 – 1                                                                     | Croazia                                                                   | Amichevole                                                                | -                                                                         | 68’                                                                       |
| Totale                                                                    |                                                                           | Presenze                                                                  | 2                                                                         |                                                                           | Reti                                                                      | 0                                                                         |                                                                           |

## Palmarès

### Club

#### Competizioni nazionali
- Coppa di Lega inglese: 1

Manchester City: 2013-2014
- Campionato inglese: 1

Manchester City: 2013-2014
- Campionato greco: 1

Olympiakos: 2021-2022
- Coppa di Lega portoghese: 1

Braga: 2023-2024

### Individuale
- Capocannoniere della Coupe de la Ligue: 1

2018-2019 (2 reti, alla pari con altri 15 giocatori)